# Исламский феминизм
Исламский феминизм является одной из форм феминизма, связанный с ролью женщины в исламе. Он направлен на полное равенство всех мусульман, независимо от пола, в общественной и частной жизни.
Сторонники движения стремятся подчеркнуть глубокие корни учения равенства в религии и создать более равное и справедливое общество.
В некоторых мусульманских странах главами государств и премьер-министрами становились женщины: Беназир Бхутто в Пакистане, Маме Мадиор Бойе в Сенегале, Тансу Чиллер в Турции, Качуша Яшари в Косово и Мегавати Сукарнопутри в Индонезии.

## История

### Ранние реформы в исламе
В начале VII века в исламском обществе были проведены реформы в области прав женщин, которые затронули такие аспекты, как брак, развод и наследование.. Женщины не пользовались таким правовым статусом в других культурах, в том числе в странах Запада. Оксфордский словарь по исламу Dictionary of Islam пишет, что с возникновением ислама в арабском обществе произошло улучшение положения женщин, включая запрет на убийство новорождённых девочек и признание женщины в полной мере личностью. По исламским законам, брак уже рассматривается не как состояние, а как договор, в котором было необходимо согласие женщины. Женщины получили право наследования, при том что ранее правом наследства обладали только родственники мужского пола.

### Золотой век ислама
Несмотря на то, что феминистское движение возникло сравнительно недавно, в исламском обществе были те, кто выступали за улучшение прав женщин. Среди них средневековый мистик и философ Ибн Араби, который утверждал, что женщины могут достичь высокой духовной станции так же, как и мужчины, а также Нана Асмау, дочь реформатора XVIII века дана Фодио Усмана, которая настаивала на увеличении грамотности среди мусульманок[страница не указана 2459 дней].

### XIX век
Современное движение исламского феминизма началось в XIX веке. Иранская поэтесса Тахире была первой современной женщиной, которая предприняла толкование Корана. Она родилась и выросла в традиционной мусульманской семье, позже стала видным членом «Женской веры", во время которого она открыто осудила многоженство, ношение чадры и другие ограничения, возложенные на женщин. Одной из её самых известных цитат является её высказывание: «Вы можете меня убить, когда только захотите, но вы не можете остановить освобождение женщин».
Египетский юрист Касим Амин, автор освобождения 1899, его часто называют отцом египетского феминистского движения. В своей работе Амин критикует некоторые из распространенных практик в обществе таких, как многоженство, паранджу, то есть сегрегацию по признаку пола в исламе. Он говорил, что это противоречит истинному духу ислама. Его работы оказали огромное влияние на политические женские движения в исламском и арабском мире, и которые читают и по сей день.
Менее известны, однако, женщины, которые последовали за феминисткой критикой Амина. В статьях женской прессы в Египте начали появляться высказывания, выражающие подобные опасения, также как и первые вопросы Амина в 1892 году. Европейские феминисты читали статьи египетских, турецких, иранских, сирийских и ливанских авторов, и обсуждали их значимость для Ближнего Востока в общей прессе.

### XX век
Айша Абд аль-Рахман, пишущая под псевдонимом Бинт аль-Шати («Дочь берега реки»), была второй современной женщиной, которая предприняла толкование Корана, и хотя она не считала себя феминисткой, её работы отражают феминистские темы. Она начала производить популярные книги в 1959 году, тогда же, когда Нагиб Махфуз опубликовал свою аллегорическую и феминистскую версию о жизни Мухаммада. Она написала биографии женщин в исламе, в том числе о матерях, женах и дочери пророка Мухаммеда, а также литературную критику[страница не указана 2459 дней].
«Арабская весна» заметно подстегнула активизм и движения за правовые реформы среди женщин. С недавних пор исламские феминистки начали выступать за равенство в мечети и равенство в молитве.

### XXI век
Начиная с 2010-х годов исламский феминизм стал развиваться в постсоветском Азербайджане и в постсоветских среднеазиатских республиках, особенно в Кыргызстане, Казахстане и Узбекистане.

## Основные идеи

### Образование
Женщины играли важную роль в основании многих исламских учебных заведений, например, Фатима аль-Фихри в 859 году основала университет аль-Каравин. Согласно сирийскому историку Ибн Асакиру в XII веке появилась возможность для женского образования. Он писал, что девушки и женщины могли учиться, зарабатывать иджазу (учёную степень), а также квалифицироваться как учёные (улемы) и учителя. Это было особенно характерно для учёных и научных семей, которые хотели обеспечить максимально возможное образование для своих сыновей и дочерей.

### Гражданские и военные работы
Рабочая сила в Халифате имела различные этнические и религиозные особенности. Мужчины и женщины работают по различным специальностям, а также участвуют в различных видах экономической деятельности. Женщины были заняты в широком спектре коммерческой деятельности и разнообразных профессиях[страница не указана 2459 дней] Например, в первичных секторах, как фермеры, вторичных, как например, строители, маляры, счетчики и т. д.), а также в третичном секторе, в качестве инвесторов, врачей, медсестёр, президента гильдий, торговцев, кредиторов, учёных и т. д.).>[страница не указана 2459 дней]. Мусульманские женщины также провели монополию в отдельных отраслях текстильной промышленности, в крупнейших в то время и наиболее специализированных и ориентированных на рынок промышленности, в профессиях, таких как прядение, окраска, и вышивка. Для сравнения, женские права собственности и наёмного труда были относительно редки в Европе до промышленной революции в XVIII—XIX веков.

### Собственность, брак, и другие права
Согласно биллю о правах женщин, женщины, как правило, имеют меньше юридических ограничений в соответствии с исламским правом (шариатом), чем в некоторых западных правовых системах до 20-го века. Например, в рамках традиционного толкования шариата, женщины имеют право сохранить свою фамилию при вступлении в брак, наследовать и дарить в наследство; самостоятельно управлять своими финансовыми делами, а также заключать браки и подавать на развод. С другой стороны, ограничения на правоспособность замужних женщин в соответствии с французским законом имели место до 1965 года. В отличие от западного мира, в ходе XV-го века и ранее, где развод был сравнительно редким явлением, развод (таляк) в мусульманском мире являлся более распространенным явлением в некоторых местах в те времена чем, например, на Западе. В султанате мамлюков и ранней Османской империи, уровень разводов выше, чем она является сегодня в современном Ближнем Востоке, по крайней мере, по данным одного исследования. В XV веке в Египте, Аль-Сахави записал семейную историю 500 женщин, и обнаружили, что по крайней мере треть всех женщин в султанате мамлюков в Египте и Сирии были замужем несколько раз, со многими брак был по три или более раз.

## Проблема исламского феминизма на Западе
Ряд западных СМИ заметили идеологическую проблему многих исламских феминистских организаций из западной Европы и США. В частности факт того, что под предлогом феминизма многие активисты борются с исламофобией в западном сообществе, за право мусульман открыто практиковать веру. Одновременно они выступают активными критиками сионизма, игнорируют угнетение мусульманами женщин из религиозных меньшинств, например езидок. Данная точка «исламского феминизма» поддерживается многими западными либеральными движениями и либеральными/феминистскими средствами массовой информации. Тем не менее данные активисты де-факто поддерживают патриархальные установки в исламе, отрицают мизогинию внутри исламской диаспоры или считают её незначительной, наоборот, пропагандируя пуританское видение женщины, как скромной домохозяйки и слуги мужа, что на корню противоречит идеологии феминизма. Это становится причиной идеологического конфликта с феминистскими организациями в исламских странах, чья идеология базируется на борьбе с патриархальными установками исламского сообщества.

## Критика исламского феминизма консервативными исламистами
Рашель Фосетт с сайта Аль-Джазира заметила что среди многих жителей мусульманских стран само слово «феминизм» вызывает ассоциацию с доминирующей, агрессивной и ненавидящей семейные ценности женщиной. Негативное отношение хотя и во основном основывается на домыслах и стереотипах, однако подталкивает на зачастую необоснованно враждебное отношение против обозначенной группы. 
Консервативные мусульмане, выступая против феминизма и любых идей, связанных с правами женщин чаще всего прибегают к крайне популярной исламской риторике — идеи исторической эмансипации женщин более 1400 лет назад, согласно которой с приходом ислама, права и статус женщин заметно повысились в сообществе, чем в эпоху арабов-язычников. А нынешние феминистские движения — это ничто иное, как попытка нарушить статус-кво, приписанную в исламе роль женщины. Риторика исторической эмансипации используется часто для того, чтобы обесценить и замолчать нынешние проблемы, с которыми сталкиваются женщины в мусульманских странах. Исламские феминистки же в оправдание своей позиции указывают на проблему широкой интерпретации коранического письма, который исламисты интерпретируют в пользу как можно большего количества ограничений для женщин и оправдания законности домашнего насилия против женщин. Исламские феминистки исходя из интерпретаций коранического письма же наоборот придерживаются идеи того, что Коран продвигает гендерное равенство начиная с повседневной жизни и гражданских институтов, заканчивая участием в политической жизни.